# Platypalpus enervatus
Platypalpus enervatus är en tvåvingeart som beskrevs av Axel Leonard Melander 1927. Platypalpus enervatus ingår i släktet Platypalpus och familjen puckeldansflugor.
Artens utbredningsområde är Kalifornien. Inga underarter finns listade i Catalogue of Life.